# Шанкс, Эмилия Яковлевна
Эми́лия Я́ковлевна Ша́нкс (англ. Emily Shanks; 1 августа 1857, Москва — 13 января 1936, Лондон) — англо-русская художница, первая женщина-живописец, принятая в Товарищество передвижных художественных выставок.

## Биография

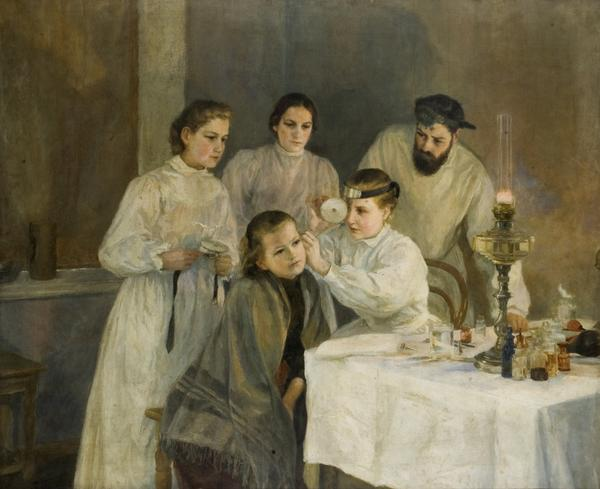
«Медицинский осмотр в русской богадельне». Между 1880—1900. Холст, масло. Челмсфордский музей, Эссекс, Великобритания

Эмилия Шанкс родилась 1 августа 1857 года в Москве в семье британского предпринимателя Джеймса Стюарта Шанкса, владельца ювелирной мастерской и основателя торгового дома «Английский магазин Шанкса и Болина», одного из самых фешенебельных магазинов Москвы на Кузнецком Мосту. Двое из восьми детей Джеймса-Стюарта Шанкса — Эмили и её младшая сестра Мария (Мэри) Яковлевна Шанкс (1866—?) — иллюстратор произведений Л. Н. Толстого, стали профессиональными художницами.
С 1882 года в качестве вольнослушательницы училась в Московском училище живописи, ваяния и зодчества у В. Е. Маковского, И. М. Прянишникова в мастерской В. Д. Поленова. Окончила училище в 1890 году с присвоением звания классного художника. Награждена большой серебряной медалью МУЖВЗ за картину «Письмо няни».
С 1891 экспонент Товарищества передвижных художественных выставок. Участвовала c XIX по XXII, с XXV по XXX, XXXII, c XXXV по XXXVIII, XL, XLI выставках Товарищества. В 1894 за полотно «Чернильное пятно» была включена в члены Товарищества и стала первой из двух женщин-живописцев, удостоенной этой чести.
Участвовала во Всероссийской промышленной и художественной выставке в Нижнем Новгороде, выставках Московского общества любителей художеств (1900—1901), в галерее Лемерсье (1909—1912) в Москве. После переезда в 1913 году в Лондон выставляла свои работы в Лондонской Королевской Академии художеств (1916, 1918).
Отличительная черта жанровой живописи Эмилии Шанкс — обязательное присутствие на полотнах детей: «Старший брат», «Трудная задача», «Любимая кукла», «Наём гувернантки», «Мыльные пузыри», «Гостья в институте». Картину «Новенькая в школе» приобрёл у автора для своей коллекции в 1892 году П. М. Третьяков.
Эмилия Шанкс скончалась в 1936 году в Лондоне, округ Кенсингтон.

## Галерея

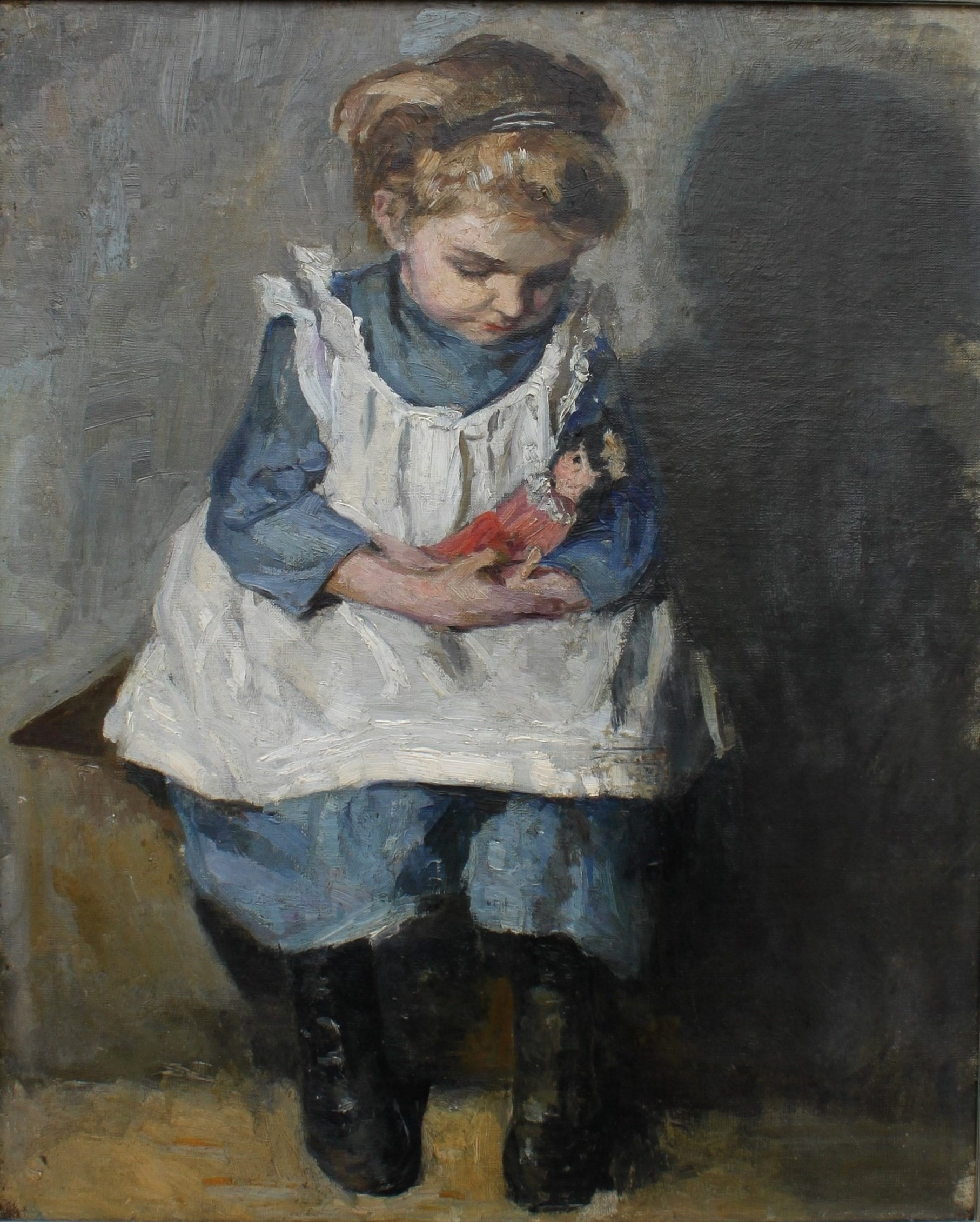
«Нянюшка», (около 1900), холст, масло — частное собрание
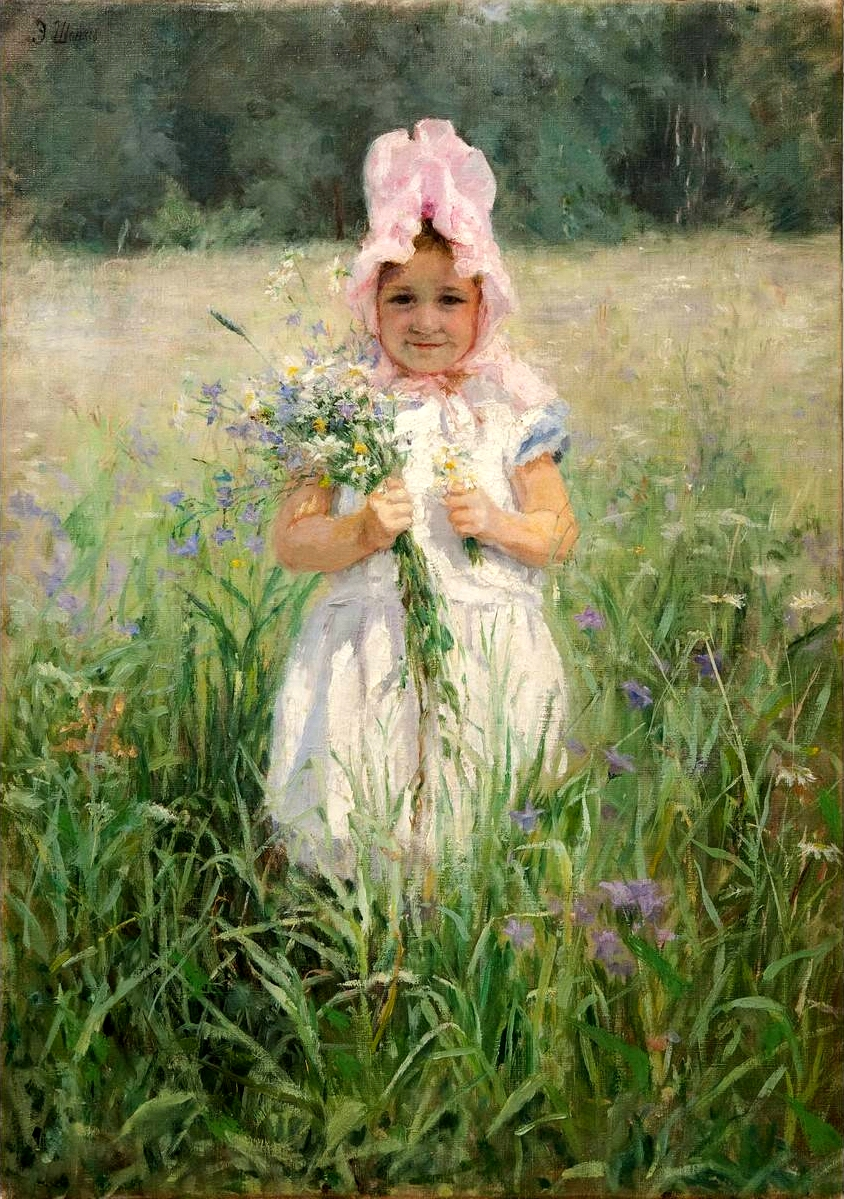
«В цветах» (Портрет дочери В. Д. Поленова), (между 1890-1900), холст, масло — частное собрание.
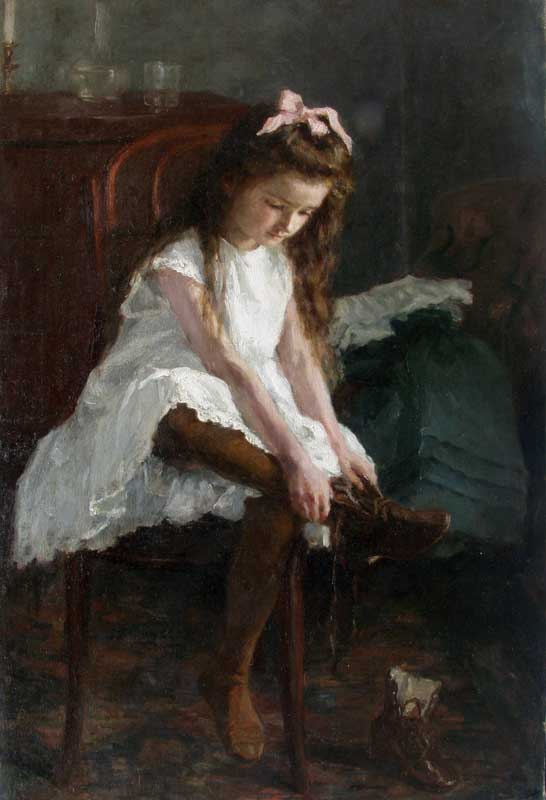
«Девочка», (между 1880-1915), холст, масло — частное собрание.
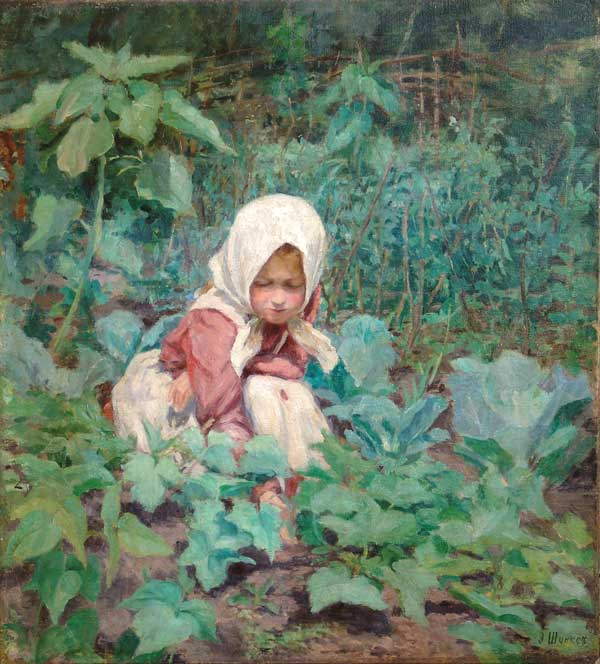
«Девочка, собирающая огурцы», (ранее 1936), холст, масло — частное собрание.
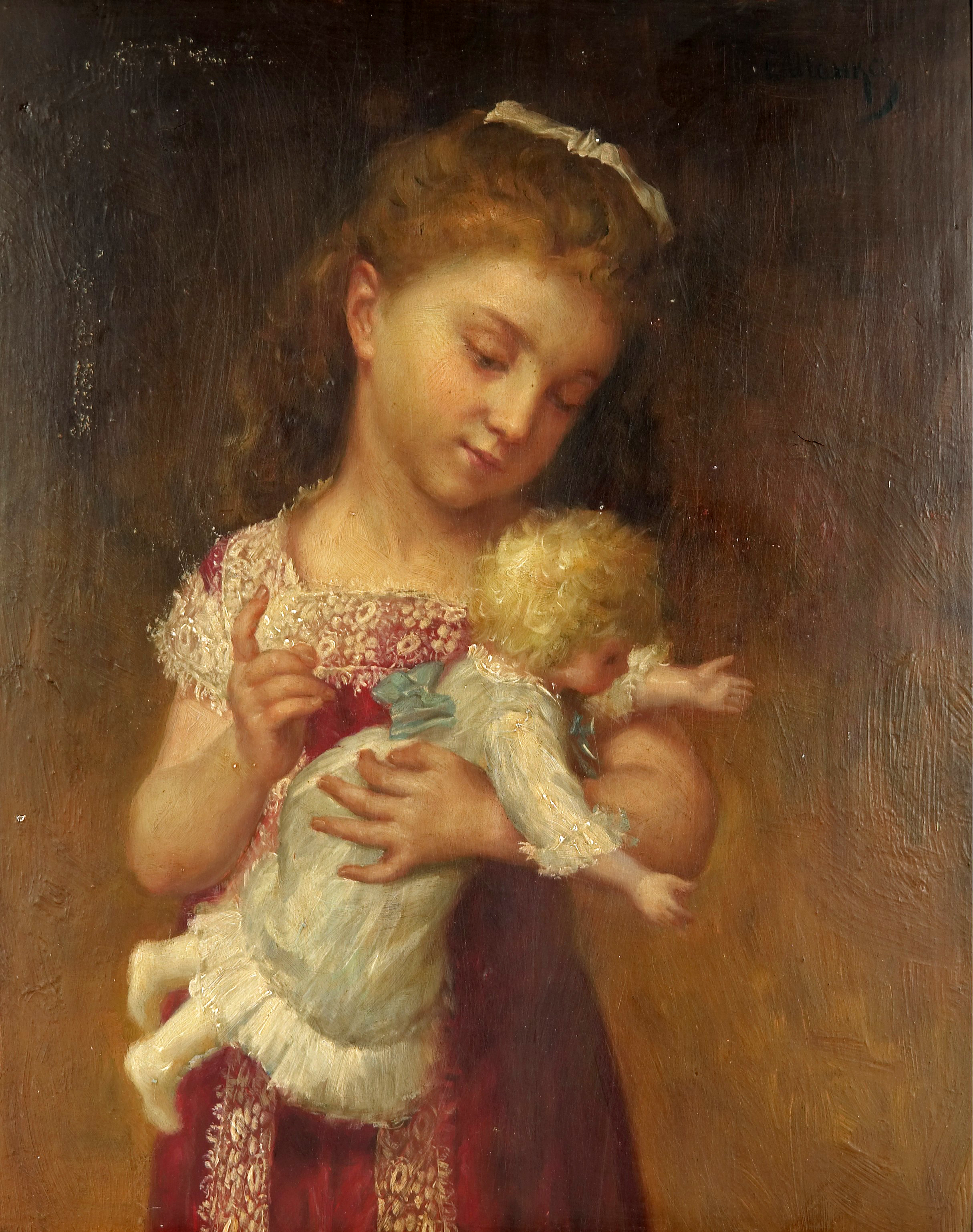
«Любимая кукла», (ранее 1936), доска, масло — частное собрание.
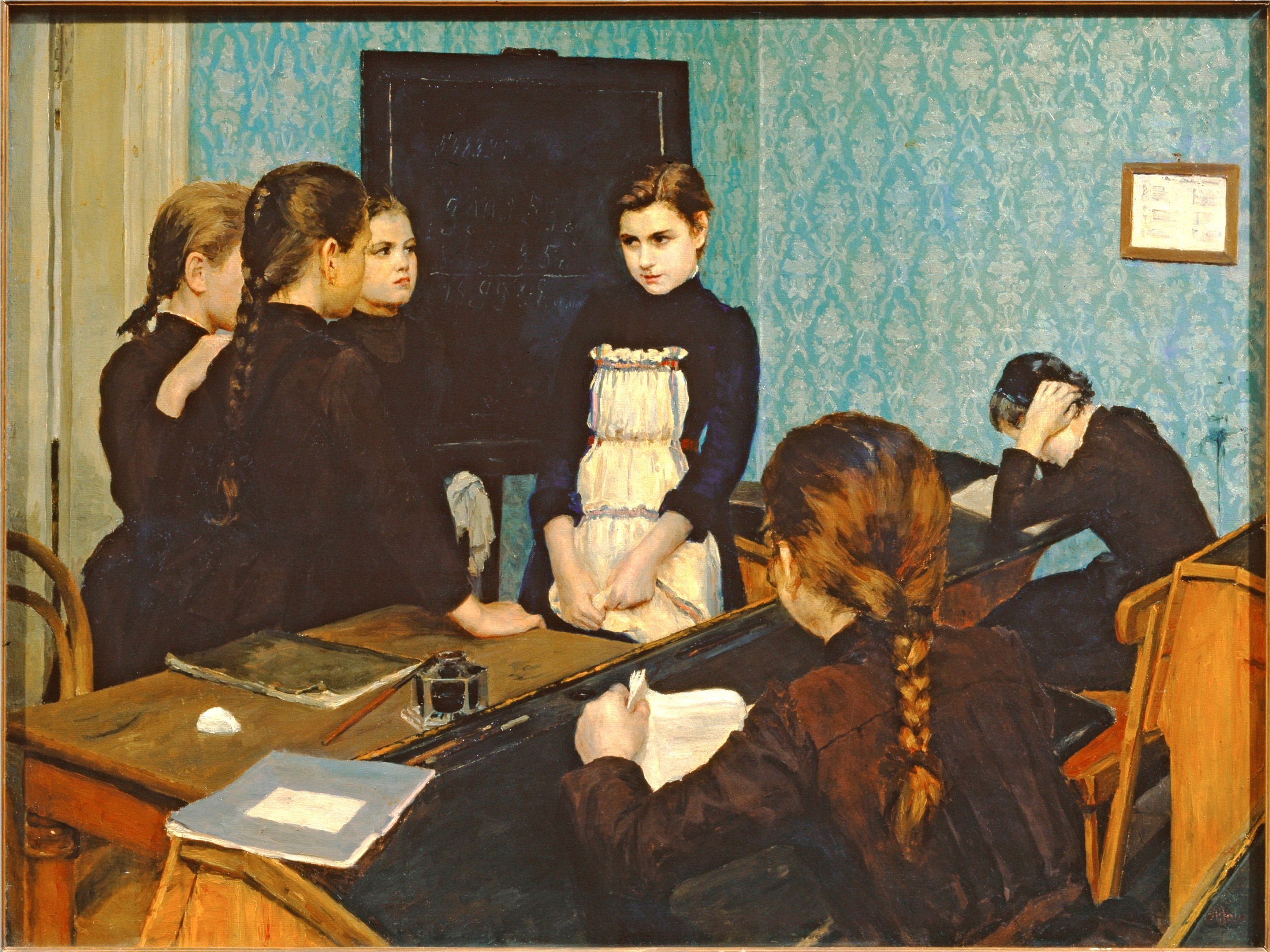
«Новенькая в школе», (1892), холст, масло — Государственная Третьяковская галерея.
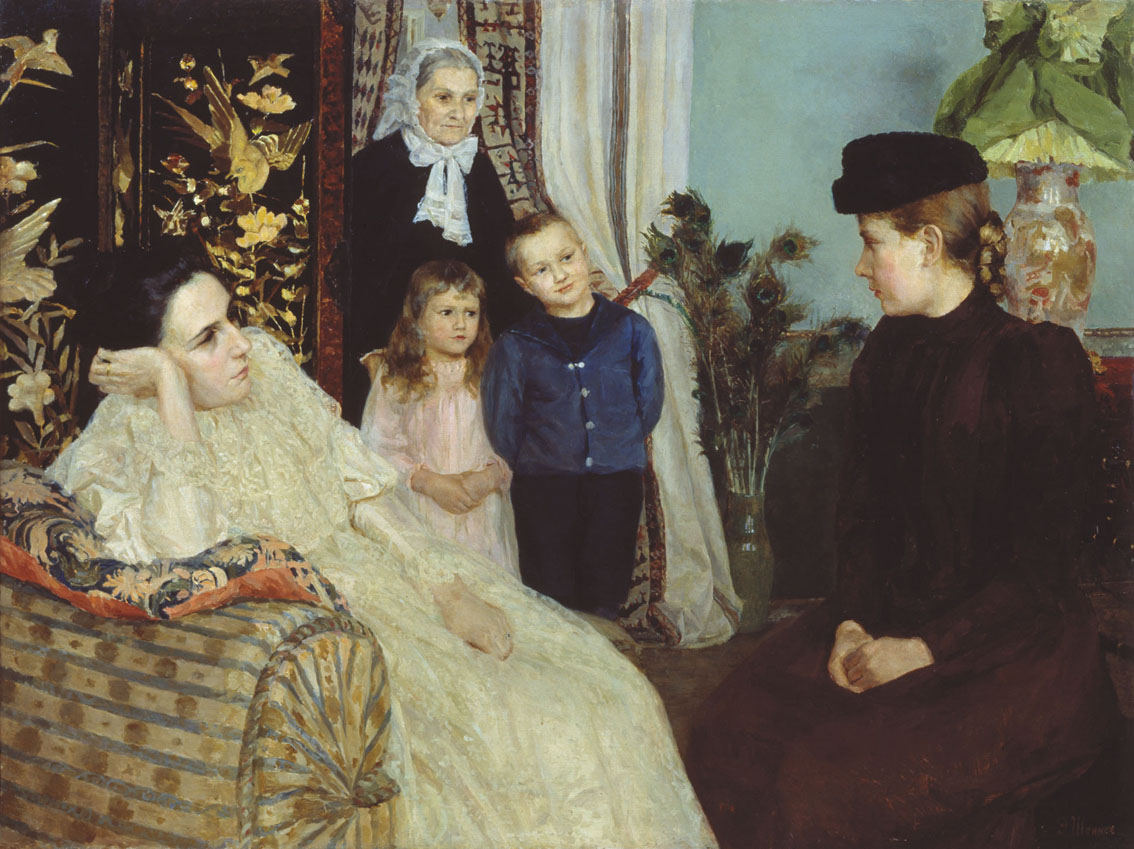
«Наём гувернантки», (ранее 1913), холст, масло — Тюменский областной музей изобразительных искусств.